# Чемпионат Испании по фигурному катанию

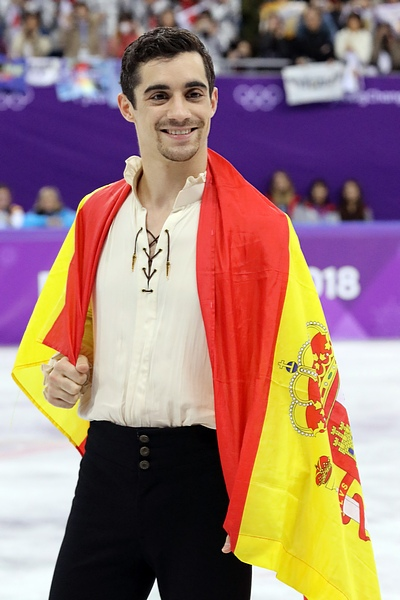
8-кратный победитель чемпионата Испании Хавьер Фернандес

Чемпионат Испании по фигурному катанию (исп. Campeonato De España De Patinaje Sobre Hielo) — соревнование по фигурному катанию среди спортсменов Испании. Фигурное катание не очень популярный и развитый в Испании вид спорта, поэтому в некоторые годы турнир не проводится из-за отсутствия спортсменов. Испанские танцоры впервые приняли участие в соревнованиях Международного союза конькобежцев лишь 2009 году (Сара Уртадо и Адрия Диас). Парное катание в стране практически совсем не развито.

## Медалисты

### Мужчины
| Медалисты в мужском одиночном катании | Медалисты в мужском одиночном катании | Медалисты в мужском одиночном катании   | Медалисты в мужском одиночном катании   | Медалисты в мужском одиночном катании   |
| ------------------------------------- | ------------------------------------- | --------------------------------------- | --------------------------------------- | --------------------------------------- |
| Год                                   | Место проведения                      | Золото                                  | Серебро                                 | Бронза                                  |
| 2000                                  | [[]]                                  |                                         | Йон Гарсиа                              |                                         |
| 2001                                  | Сан-Себастьян                         | Йон Гарсиа                              | Даниэль Пейнадо                         | Мигель Бальестерос                      |
| 2002                                  | Барселона                             | Йон Гарсиа                              | Даниэль Пейнадо                         |                                         |
| 2003                                  | Хака                                  | Йон Гарсиа                              | Не было других участников               | Не было других участников               |
| 2004                                  | Мадрид                                | Йон Гарсиа                              | Хуан Легас                              | Едьель Кантон                           |
| 2005                                  | [[]]                                  | Хуан Легас                              | Йон Гарсиа                              | Не было других участников               |
| 2006                                  | Кольядо-Вильяльба                     | Мануэль Легас                           | Хавьер Фернандес                        | Не было других участников               |
| 2007                                  | [[]]                                  | [[]]                                    | [[]]                                    | [[]]                                    |
| 2008                                  |                                       | Соревнования не проводились             | Соревнования не проводились             | Соревнования не проводились             |
| 2009                                  | [[]]                                  | Не было участников в категории «Senior» | Не было участников в категории «Senior» | Не было участников в категории «Senior» |
| 2010                                  | Махадаонда                            | Хавьер Фернандес                        | Не было других участников               | Не было других участников               |
| 2011                                  | Барселона                             | Хавьер Райя                             | Хавьер Фернандес                        | Фелипе Монтойя                          |
| 2012                                  | Хака                                  | Хавьер Фернандес                        | Фелипе Монтойя                          | Не было других участников               |
| 2013                                  | Махадаонда                            | Хавьер Фернандес                        | Хавьер Райя                             | Фелипе Монтойя                          |
| 2014                                  | Хака                                  | Хавьер Фернандес                        | Хавьер Райя                             | Фелипе Монтойя                          |
| 2015                                  | Гранада                               | Хавьер Фернандес                        | Хавьер Райя                             | Фелипе Монтойя                          |
| 2016                                  | Сан-Себастьян                         | Хавьер Фернандес                        | Фелипе Монтойя                          | Хавьер Райя                             |
| 2017                                  | Вьелья                                | Хавьер Фернандес                        | Хавьер Райя                             | Фелипе Монтойя                          |
| 2018                                  | Хака                                  | Хавьер Фернандес                        | Хавьер Райя                             | Фелипе Монтойя                          |
| 2019                                  | Логроньо                              | Эктор Алонсо                            | Хавьер Райя                             | Не было других участников               |
| 2020                                  | Сан-Себастьян                         | Алеш Габара                             | Не было других участников               | Не было других участников               |
| 2021                                  | Вальдеморо                            | Томас-Льоренс Гуарино Сабате            | Пабло Гарсия                            | Не было других участников               |
| 2022                                  | Хака                                  | Томас-Льоренс Гуарино Сабате            | Пабло Гарсия                            | Икер Оярсабаль Альбас                   |
| 2023                                  | Мадрид                                | Томас-Льоренс Гуарино Сабате            | Пабло Гарсия                            | Эукен Альберди                          |

### Женщины
| Медалисты в женском одиночном катании | Медалисты в женском одиночном катании | Медалисты в женском одиночном катании    | Медалисты в женском одиночном катании    | Медалисты в женском одиночном катании    |
| ------------------------------------- | ------------------------------------- | ---------------------------------------- | ---------------------------------------- | ---------------------------------------- |
| Год                                   | Место проведения                      | Золото                                   | Серебро                                  | Бронза                                   |
| 2000                                  | [[]]                                  | Марта Андраде                            | Мелания Альбеа                           | [[]]                                     |
| 2001                                  | Сан-Себастьян                         | Марта Андраде                            | Мелания Альбеа                           | Роса Муэла                               |
| 2002                                  | Барселона                             | Марта Андраде                            | Алибель Алегре                           | Мелания Альбеа                           |
| 2003                                  | Хака                                  | Меричель Бараут                          | Алибель Алегре                           | Роса Муэла                               |
| 2004                                  | Мадрид                                | Меричель Бараут                          | Лаура Фернандес                          | Инмакулада Робледо                       |
| 2005                                  | [[]]                                  | Дженифер Тена                            | Не было других участников                | Не было других участников                |
| 2006                                  | Кольядо-Вильяльба                     | Соня Лафуэнте                            | Не было других участников                | Не было других участников                |
| 2007                                  | [[]]                                  | [[]]                                     | [[]]                                     | [[]]                                     |
| 2008—2009                             | [[]]                                  | Соревнования среди женщин не проводились | Соревнования среди женщин не проводились | Соревнования среди женщин не проводились |
| 2010                                  | Махадаонда                            | Соня Лафуэнте                            | Не было других участников                | Не было других участников                |
| 2011                                  | Барселона                             | Моника Химено                            | Не было других участников                | Не было других участников                |
| 2012                                  | Хака                                  | Соня Лафуэнте                            | Моника Химено Кома                       | Не было других участников                |
| 2013                                  | Махадаонда                            | Соня Лафуэнте                            | Моника Химено Кома                       | Не было других участников                |
| 2014                                  | Хака                                  | Соня Лафуэнте                            | Марта Гарсия                             | Не было других участников                |
| 2015                                  | Гранада                               | Соня Лафуэнте                            | Марта Гарсия                             | Не было других участников                |
| 2016                                  | Сан-Себастьян                         | Соня Лафуэнте                            | Марта Гарсия                             | Не было других участников                |
| 2017                                  | Вьелья                                | Валентина Матос                          | Соня Лафуэнте                            | Не было других участников                |
| 2018                                  | [[]]                                  | Соревнования среди женщин не проводились | Соревнования среди женщин не проводились | Соревнования среди женщин не проводились |
| 2019                                  | Логроньо                              | Валентина Матос                          | Не было других участников                | Не было других участников                |
| 2020                                  | Сан-Себастьян                         | Валентина Матос                          | Не было других участников                | Не было других участников                |
| 2021                                  | Вальдеморо                            | Мариан Мильярес                          | Лусия Руис Мансано                       | Не было других участниц                  |
| 2022                                  | Хака                                  | Мариан Мильярес                          | Мари Колли-Мильяссон                     | Лусия Руис Мансано                       |
| 2023                                  | Мадрид                                | Мари Колли-Мильяссон                     | Мариан Мильярес                          | Лусия Руис Мансано                       |

### Парное катание
| Медалисты в парном катании | Медалисты в парном катании | Медалисты в парном катании          | Медалисты в парном катании          | Медалисты в парном катании |
| -------------------------- | -------------------------- | ----------------------------------- | ----------------------------------- | -------------------------- |
| Год                        | Место проведения           | Золото                              | Серебро                             | Бронза                     |
| 2013                       | Махадаонда                 | Вероника Григорьева / Ариц Маэсту   | Не было других участников           | Не было других участников  |
| 2014                       | Хака                       | Вероника Григорьева / Ариц Маэсту   | Не было других участников           | Не было других участников  |
| 2015                       | Гранада                    | Марселина Леч / Ариц Маэсту         | Не было других участников           | Не было других участников  |
| 2016                       | Сан-Себастьян              | Марселина Леч / Ариц Маэсту         | Не было других участников           | Не было других участников  |
| 2017                       | Не было участников         | Не было участников                  | Не было участников                  | Не было участников         |
| 2018                       | Хака                       | Лаура Баркеро / Ариц Маэсту         | Дорота Брода / Педро Мартин Бетегон | Не было других участников  |
| 2019                       | Логроньо                   | Лаура Баркеро / Ариц Маэсту         | Дорота Брода / Педро Мартин Бетегон | Не было других участников  |
| 2020                       | Сан-Себастьян              | Лаура Баркеро / Тон Консул          | Дорота Брода / Педро Мартин Бетегон | Не было других участников  |
| 2021                       | Вальдеморо                 | Лаура Баркеро / Марко Дзандрон      | Дорота Брода / Педро Мартин Бетегон | Не было других участников  |
| 2022                       | Хака                       | Дорота Брода / Педро Мартин Бетегон | Не было других участников           | Не было других участников  |

### Танцы на льду
| Медалисты в танцах на льду | Медалисты в танцах на льду | Медалисты в танцах на льду              | Медалисты в танцах на льду              | Медалисты в танцах на льду              |                           |
| -------------------------- | -------------------------- | --------------------------------------- | --------------------------------------- | --------------------------------------- | ------------------------- |
| Год                        | Место проведения           | Золото                                  | Серебро                                 | Бронза                                  |                           |
| 2009                       | [[]]                       | Сара Уртадо / Адриан Диас               | Не было других участников               | Не было других участников               |                           |
| 2010                       | Махадаонда                 | Не было участников в категории «Senior» | Не было участников в категории «Senior» | Не было участников в категории «Senior» |                           |
| 2011                       | Барселона                  | Не было участников в категории «Senior» | Не было участников в категории «Senior» | Не было участников в категории «Senior» |                           |
| 2012                       | Хака                       | Сара Уртадо / Адриан Диас               | Не было других участников               | Не было других участников               |                           |
| 2013                       | Махадаонда                 | Сара Уртадо / Адриан Диас               | Не было других участников               | Не было других участников               |                           |
| 2014                       | Хака                       | Сара Уртадо / Адриан Диас               | Селия Робледо / Луис Фенеро             | Не было других участников               | Не было других участников |
| 2015                       | Гранада                    | Сара Уртадо / Адриан Диас               | Селия Робледо / Луис Фенеро             | Не было других участников               | Не было других участников |
| 2016                       | Сан-Себастьян              | Селия Робледо / Луис Фенеро             | Не было других участников               | Не было других участников               |                           |
| 2017                       | Вьелья                     | Сара Уртадо / Кирилл Халявин            | Оливия Смарт / Адриан Диас              | Селия Робледо / Луис Фенеро             |                           |
| 2018                       | Хака                       | Оливия Смарт / Адриан Диас              | Сара Уртадо / Кирилл Халявин            | Селия Робледо / Луис Фенеро             |                           |
| 2019                       | Логроньо                   | Сара Уртадо / Кирилл Халявин            | Оливия Смарт / Адриан Диас              | Не было других участников               | Не было других участников |
| 2020                       | Сан-Себастьян              | Оливия Смарт / Адриан Диас              | Сара Уртадо / Кирилл Халявин            | Не было других участников               |                           |
| 2022                       | Хака                       | Оливия Смарт / Адриан Диас              | Сара Уртадо / Кирилл Халявин            | Не было других участников               |                           |